# Iránytaxi
| Ország                                                   | Elnevezés |
| -------------------------------------------------------- | --- |
| Albánia                                                  | Furgon |
| Algéria                                                  | Taxis collectifs |
| Angola                                                   | Candongueiro |
| Argentína                                                | Colectivo (korábban) Combi (jelenleg)                                                                                        |
| Ausztrália                                               | Multi-hire taxi |
| Barbados                                                 | Zed err (a rendszámuk első két betűje, a ZR után)                                                                            |
| Benin                                                    | Kia kia (Yorùbáland) |
| Fehéroroszország                                         | Marsrutka (маршрутка) |
| Bolívia                                                  | Trufi vagy Combi |
| Botswana                                                 | Kombi (a VW Kombija után) |
| Brazília                                                 | Táx lotação, alternativo |
| Bulgária                                                 | Marsrutka (маршрутка) |
| Costa Rica                                               | Taxi pirata |
| Chile                                                    | Colectivo |
| Fülöp-szigetek                                           | Jeepney vagy V–Hire (Vehicle for Hire)                                                                                       |
| Ciprus                                                   | Service taxi |
| Dél-afrikai Köztársaság                                  | Combi, Zola vagy Teksi |
| Dominikai Köztársaság                                    | Concho, carro público |
| Egyesült Államok                                         | Circulator, jitney, dollar van, shuttle service, shared ride limousine, guagua                                               |
| Egyiptom                                                 | Mashrou' (مشروع) |
| Elefántcsontpart                                         | Gbaka |
| Észtország                                               | Liinitakso vagy marsruuttakso                                                                                                |
| Etiópia                                                  | Minibus taxi |
| Gambia                                                   | Tanka tanka |
| Ghána                                                    | Tro tro |
| Guatemala                                                | Camioneta |
| Guinea                                                   | Magbana (Conakry) |
| Haiti                                                    | Tap tap |
| Hongkong                                                 | angolul: Public light bus, minibus vagy van kínaiul: 公共小型巴士 vagy 小巴                                                  |
| Hollandia                                                | Deeltaxi, Treintaxi |
| Indonézia                                                | Angkot, Bemo, Mikrolet (Jakarta), Oplet (Pekanbaru, Padang), Pete pete (Makassar), Sudako (Medan), más nevek is előfordulnak |
| India                                                    | Shared taxi, Six-seater auto, Eight-seater auto, Phat a phat, Polaamboo                                                      |
| Irán                                                     | Taxi (a hagyományos taxit taxi service-nek hívják)                                                                           |
| Izrael                                                   | Monit Sherut מוֹנִית שֵׂרוּת |
| Jemen                                                    | Dabaab |
| Kanada                                                   | Jitney Quebecben taxis collectifs vagy transport collectif par taxi vagy taxibus                                             |
| Kazahsztán                                               | Marsrutka (маршрутное такси vagy маршрутка)                                                                                  |
| Kelet-Timor                                              | Mikrolet |
| Kenya                                                    | Matatu |
| Kolumbia                                                 | Colectivo, Buseta |
| Kongói Demokratikus Köztársaság                          | Fula fula (Kinshasa) |
| Kuba                                                     | Almendrón |
| Lengyelország                                            | Bus, busik, minibus, mikrobus, nyska                                                                                         |
| Lettország                                               | Maršruta taksometrs |
| Libanon                                                  | Service (سرفيس) |
| Litvánia                                                 | Maršrutinis taksi |
| Észak-Macedónia                                          | Kombe (Комбе) |
| Malajzia                                                 | Shared Outstation Taxi |
| Mali                                                     | Sotrama, dourouni |
| Marokkó                                                  | Grand Taxi, Petit Taxi |
| Mexikó                                                   | Auto de Ruta (Ruletero), Colectivo, Rutero, Pesero vagy Combi, (pesero és combi, rendszerint kis busz)                       |
| Moldova                                                  | Maxi taxi (formal), Rutiera (informal)                                                                                       |
| Mozambik                                                 | Chapa (ejtve: sa-pa) |
| Németország                                              | Sammeltaxi |
| Nepál                                                    | Micro |
| Nicaragua                                                | Taxi Colectivo (taxikra), microbus (minibuszokra)                                                                            |
| Nigéria                                                  | Bolekaja (Lagos), danfo (Lagos), kia kia (Yorùbáland), molue (midibuszokra)                                                  |
| Pakisztán                                                | Local Van vagy Vagon |
| Peru                                                     | Combi |
| Olaszország                                              | Taxi collettivo |
| Oroszország                                              | Marsrutka (маршрутное такси vagy маршрутка)                                                                                  |
| Örményország                                             | Marshrutka vagy երթուղային տաքսի ert’uġayin tak’si                                                                           |
| Puerto Rico                                              | Carros públicos, guagua, pisa y corre                                                                                        |
| Románia                                                  | Maxi taxi |
| Ruanda                                                   | twegerane, shared taxi, coaster bus                                                                                          |
| Salvador                                                 | Coaster vagy minibus (Coster)                                                                                                |
| Sierra Leone                                             | Poda poda |
| Szenegál                                                 | Car Rapide (midibuszokra) |
| Szingapúr                                                | Minibus |
| Szlovákia                                                | Strely (In Martin, Martinské strely)                                                                                         |
| Szomália                                                 | Caasi, xaajiqamsiin |
| Szíria                                                   | Service (سرفيس) |
| Tanzánia                                                 | Dala dala |
| Thaiföld                                                 | Songthaew (สองแถว) |
| Togo                                                     | Kia kia (Yorùbáland) |
| Törökország                                              | Dolmuş |
| Trinidad és Tobago                                       | Maxi taxi |
| Tunézia                                                  | Louage |
| Uganda                                                   | Kamunye,[forrás?] Matatu[forrás?] vagy taxi                                                                                  |
| Új-Zéland                                                | Shuttle van |
| Ukrajna                                                  | Marsrutka (маршрутне таксі vagy маршрутка)                                                                                   |
| Üzbegisztán                                              | Marshrutka (маршрутка) |
| Venezuela                                                | Carrito por puesto |
| Zimbabwe                                                 | Commuter Omnibus or Tshova                                                                                                   |
| Sok nyugat- és közép- afrikai országban és Madagaszkáron | Bush taxi, „bozóttaxi” (franciául: Taxi brousse)                                                                             |
| Néhány latin-amerikai országban                          | Públicos, colectivos, carritos, gauguas                                                                                      |

Az iránytaxi a közlekedés egy olyan formája, mely nincs menetrendhez kötve, a járművek meghatározott útvonalon közlekednek és bárhol megállnak, illetve bárhol le lehet őket inteni.
Az iránytaxik tömegközlekedési eszközök, általában a fejlődő országokban. Minden országban más és más néven ismertek (lásd: táblázat).
Az iránytaxik egy másik csoportja meghatározatlan útvonalon közlekedik, a különbség az ilyen iránytaxi és a hagyományos taxi között, hogy a tömegközlekedési eszközökhöz hasonlóan megállnak útközben, hogy újabb utasokat vegyenek fel.

## Járműtípusok
Többféle típusú járműveket használnak iránytaxiként: minibuszokat, midibuszokat, fedett pickup kisteherautókat, kombikat vagy éppen teherautókat.
A legtöbb iránytaxit Európából vagy Japánból importált használt autóból alakították át, másokat, például Nigériában vagy Kenyában, különféle alkatrészekből rakták össze. Legtöbbször az eredeti üléseket kiveszik és hosszabb padokkal, vagy több üléssel helyettesítik, amelyeken általában jóval több utas utazik, mint kellene. Az iránytaxik nagy része, főleg a fejletlenebb országokban, rossz állapotúak; a gazdagabb országokban azonban ügyelnek a járművek állapotára.

## Működése

### Tulajdonjog

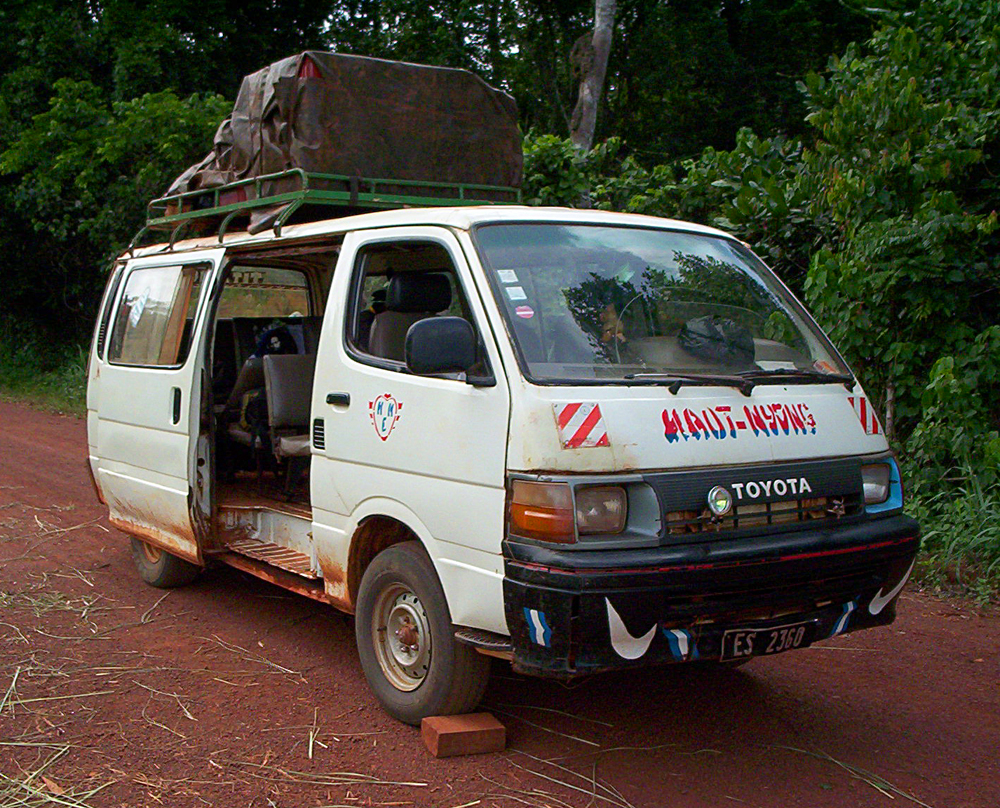
Iránytaxi Kamerunban

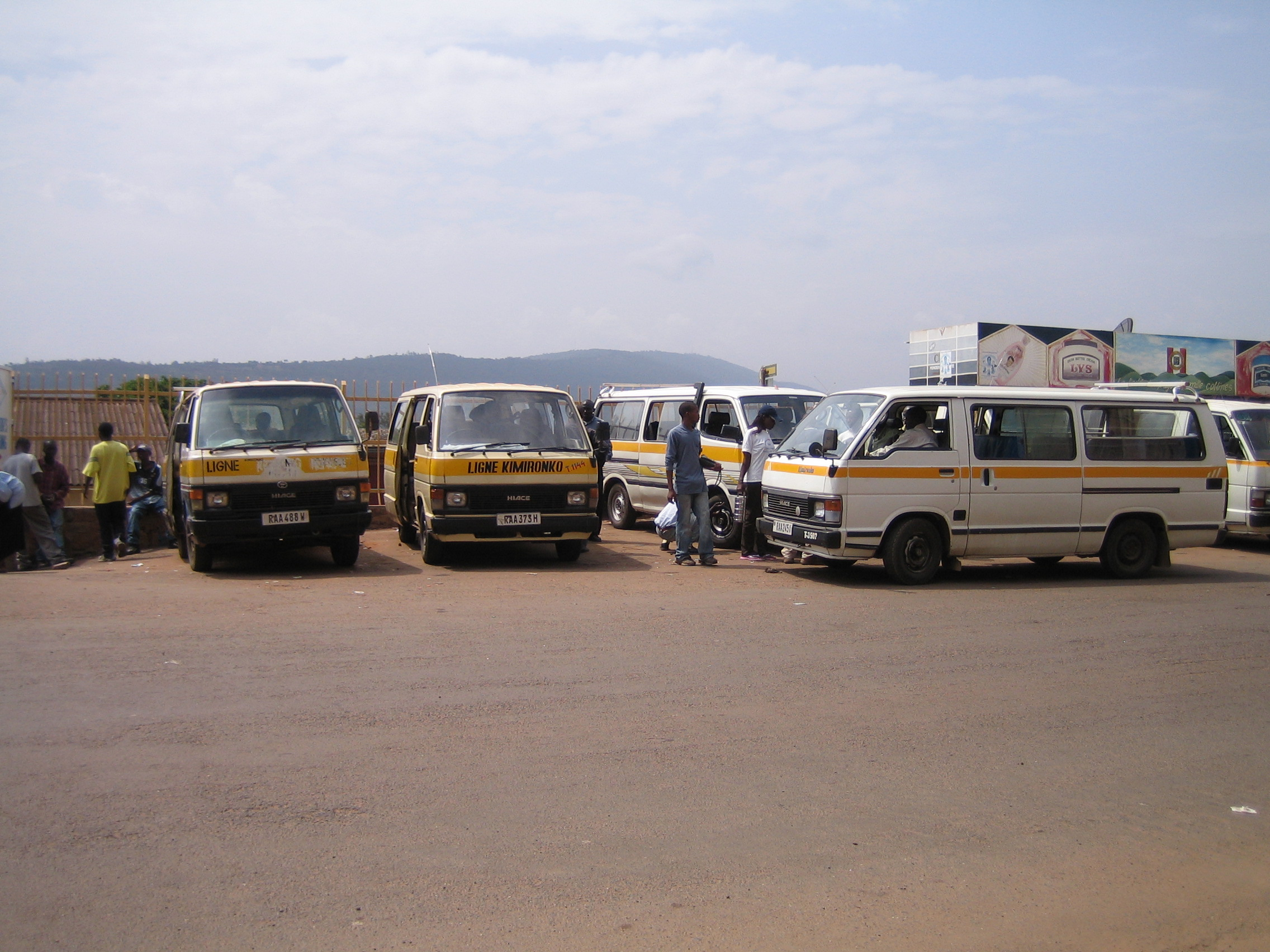
Iránytaxik indulásra készen; Kigali, Ruanda

Az iránytaxiknak általában két fajtája van:
- A járműveket egy cég működteti. Gyakran az egyes járművek tulajdonosai maguk a sofőrök, akik egy cég neve alatt dolgoznak. A másik lehetőség, hogy a járművek a cég tulajdonában vannak, a sofőrök pedig fizetést kapnak.
- A járművek magánkézben vannak. Ezek általában zsúfoltabbak, mint a céges járművek, az utasok néha a tetőn és a motorháztetőn is ülnek, sőt, még a csomagtartóban is. Ezek általában magánkézben vannak, a tulajdonos nem vesz részt a gépjármű napi működtetésében, hanem alkalmaz egy sofőrt és egy kísérőt, akik működtetik és fenntartják a járművet. Néha a tulajdonos bérbe adja az autót napidíjért, a bérlő pedig megtarthatja az aznapi bevételt. Néhány országban az így működtetett járművek illegálisak, de jövedelmezőek, mivel alacsony áraik vonzzák az utasokat.

### Végállomás
Egy adott iránytaxi útvonal végállomásai általában taxiparkolók, teherautó-parkolók, autóbusz-állomások stb., melyek gyakran a városközpontban, vagy nagyobb piacok mellett találhatóak. Léteznek kifejezetten iránytaxi-állomások is. Nagyobb városokban egyes útvonalaknak saját iránytaxi-végállomásuk van. Máshol egyáltalán nincs állomás, a járművek egyszerűen valamelyik út széléről indulnak. Nagyvárosok esetében a külvárosokban is találhatóak iránytaxi-végállomások.
Az iránytaxi-állomásokon gyakran találkozhatunk ún. „felhajtókkal”, akiknek az a feladata, hogy az utasokat az adott iránytaxihoz csábítsák. Erre különböző módszereik vannak: dicsérik a jármű komfortfokozatát, gyors utat ígérnek vagy éppen megragadják az utas csomagjait és szó nélkül feldobják a csomagtartóra. A legtöbb iránytaxi csak akkor indul el a végállomásról, ha már megtelt, és nem számít, hogy ez percekbe, órákba vagy akár napokba telik. A népszerű útvonalakon közlekedő iránytaxik várakozási ideje kisebb, bár általában az ilyen útvonalakon több társaság járművei is közlekednek. Az utasok általában azokat a járműveket választják, ahol többen ülnek, ezért néhány cég alkalmazottakat fizet azért, hogy beüljenek az iránytaxiba utascsalogatónak. Némely esetben az iránytaxik követnek valamilyen rugalmasan kezelt menetrendet, bár ezt nem mindig teszik közzé, vagy egyéb, az úticélhoz kapcsolódó, így az utasok számára is ismert körülményekhez igazítják menetrendjüket (pl. vasúti menetrend, rendezvények kezdete, stb.).
Kisebb városokban és falvakban a járművek nem kötődnek semmilyen céghez, a sofőrök saját autóikkal várják az utasokat. Annak ellenére, hogy a sofőrök versenytársak, a szokás megköveteli, hogy megvárják, míg a már megtelt jármű elindul, mielőtt elkezdik megtölteni utasokkal a sajátjukat.

### Útközben
A népszerű útvonalakon több jármű is közlekedik. Az árak változatosak, de gyakran az állam határozza meg őket, figyelembe véve az utak állapotát, a távolságot és az évszakot. Így a rosszabb utakon közlekedő taxik általában drágábbak, mint például az aszfaltozott utakon járók. Az országhatáron átkelő iránytaxik jóval drágábbak, és gyakran illegálisak is. Fizetni általában az utazás megkezdésekor kell, néhány esetben kiszálláskor. A csomagokért, melyek gyakran élőállatot és terményeket is jelentenek, általában külön kell fizetni, megegyezéses alapon. Az iránytaxik legkorábban általában reggel 6 és 9 között indulnak, a nagyobb távolságra közlekedők korábban is.
Az iránytaxi ott áll meg, ahol az utasok szeretnék, és útközben is felvesz utasokat, ott, ahol éppen leintik. Egyes országokban a kísérőnek vagy ún. jegykezelőnek kell fizetni, máshol (ahol nincs jegykezelő) közvetlenül a sofőrnek.
A legtöbb fejlődő országban az utak állapota miatt iránytaxival közlekedni fárasztó és lassú. A járműveket is megviseli az utak állapota, gyakran robbannak le, ám a sofőr és a jegykezelő egyben autószerelő is és gyakran olyan alkatrészekkel teszik újra működőképessé a járművet, melyekről fejlettebb országokban álmodni sem mernének. Az út olykor veszélyes is lehet, mivel a sofőrök a lehető leggyorsabban szeretnének célhoz érni, emiatt gyakran a megengedett sebességnél jóval gyorsabban vezetnek (ha az útviszonyok ezt lehetővé teszik). Egyes országokban banditákkal is számolni kell.

## Országonkénti jellemzők

### Bozóttaxi (Nyugat- és Közép-Afrika)

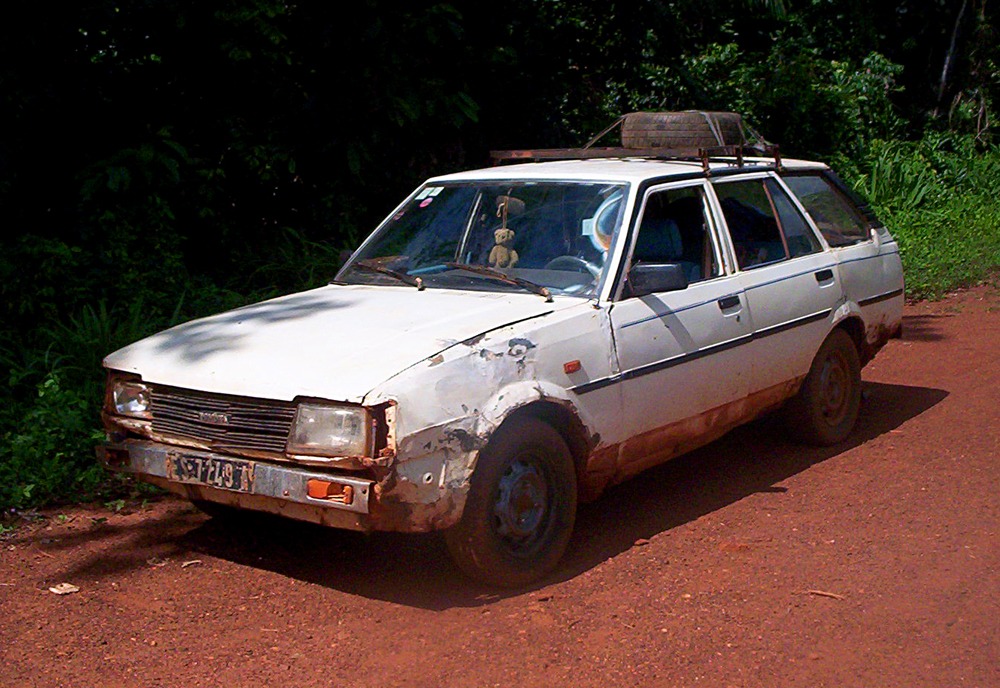
Kombi típusú bozóttaxi

Három féle bozóttaxit különböztetünk meg: kombiautó, minibusz és teherautó.
Korábban a legtöbb kombi típusú bozóttaxi átalakított, 1980-as Peugeot 504-es volt. Ezek általában öt- vagy hétüléses autók, de valójában kilenc vagy akár több utas elhelyezésére is alkalmasak. Manapság azonban a Peugeot 505-ös és a Toyota Corolla kezdi kiszorítani a régi 504-eseket.
Nyugat- és Közép-Afrikában az utóbbi időben a minibusz lett a legnépszerűbb típus, különösen a hosszabb útvonalakon közlekedő bozóttaxik esetében, mivel 12-20 utas befogadására is alkalmasak. A sofőrök gyakran alkalmaznak segítőket, akik megmondják a sofőrnek, mikor álljon meg, és segítenek a csomagok elhelyezésében. A minibuszok általában lassabban közlekednek, lassabban telnek meg. Minibusszal utazni többe kerül, mint hagyományos busszal, viszont kevesebbe, mint a Peugeot-típusú bozóttaxival.
A kombi és kisbusz típusú bozóttaxik mellett teherautók is közlekednek, leginkább a rosszabb utakon vagy távolabb eső területekre. Az ilyen teherautók platóin padokat helyeznek el, és általában ponyvával fedett.

### Dala-dala (Tanzánia)
A szó eredete homályos, de valószínűleg a szuahéli 'dala' szóból ered, melynek jelentése a zsargonban 'öt'. Amikor az első dala-dalák megjelentek az 1960-as években, a viteldíj öt cent volt. Az iránytaxikat Tanzániában hívják még Gobole-nak és Vipanyá-nak is. Arushában a neve Hiace, melyet a leggyakrabban használt minibusz-modellről neveztek el.

### Dolmuş (Törökország)

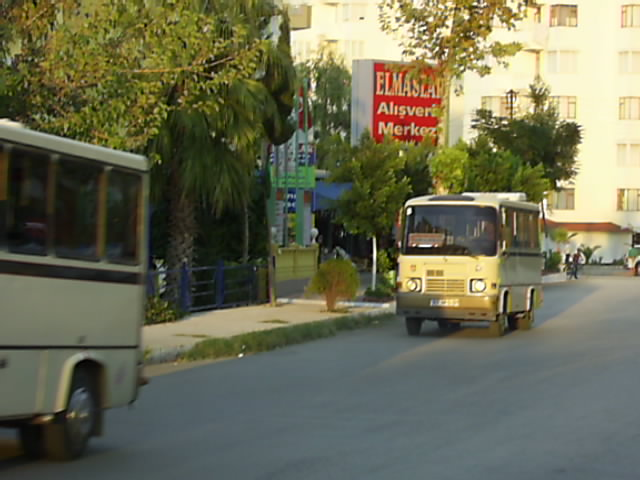
Egy dolmuş Antalya városában

A dolmuşok (ejtsd: dolmus) magánkézben lévő kisbuszok, melyek általában 14 utas szállítására alkalmasak, meghatározott útvonalakon közlekednek, általában városokban, de az adott városhoz közeli falvakba is el lehet jutni dolmuşsal.
A dolmuşok szakaszonként meghatározott viteldíjjal működnek. Ez általában 1 líra városon belül, városon kívül eső területekre valamivel több. A diákok általában olcsóbban utazhatnak. A városokban vannak dolmuş megállók (kék alapon egy nagy D betű), de ez nem jelenti feltétlenül azt, hogy ott meg is fog állni a kisbusz. A járművet az úton bárhol le lehet inteni, és bárhol le lehet szállni róla.
A dolmuş szó jelentése „megtelt”, mivel csak akkor indulnak el a végállomásról, ha megteltek. Útközben az új felszállók egyenesen a sofőrnek adják a viteldíjat, és a szokás szerint a hátul ülők előre küldik a pénzt a többi utas segítségével, és így kapják vissza a visszajárót is.
A dolmuş-sofőröket agresszív, kemény és félelmet nem ismerő sofőrökként tartják számon, akik a megengedettnél jóval gyorsabban vezetnek, és nem figyelnek oda a közlekedési szabályokra. Mégis a legtöbb török városban a dolmuş az egyetlen olcsó, mégis megbízható és gyors tömegközlekedési eszköz, mivel a legtöbb helyen a hagyományos tömegközlekedés még nem épült ki rendesen, Isztambul külső részein pedig szinte csak dolmuşokkal lehet gyorsan célhoz érni.

### Jeepney (Fülöp-szigetek)

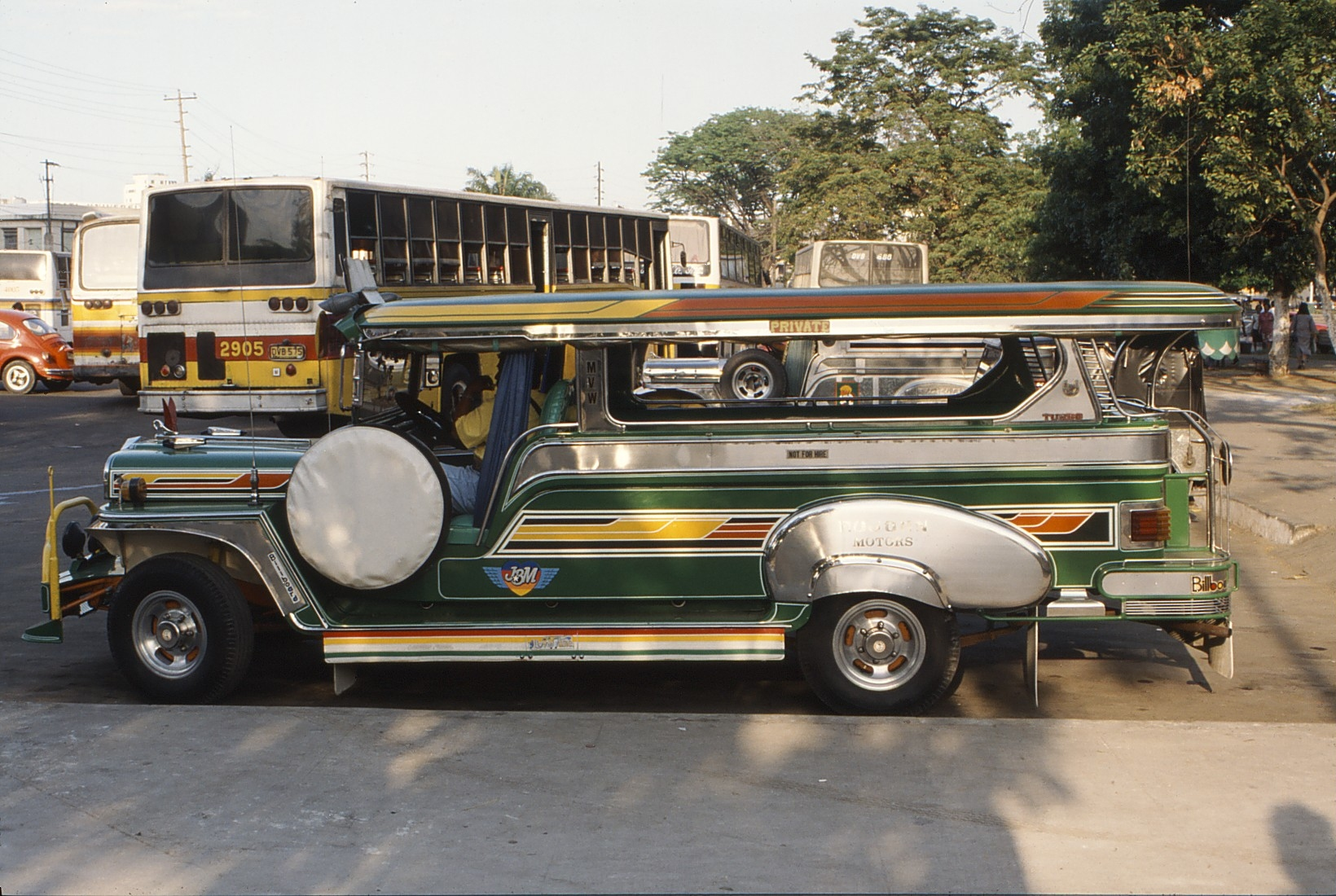
Egy színes jeepney

A Jeepney a tömegközlekedés egyik népszerű formája a Fülöp-szigeteken. A szó maga a jeep és a jitney összetételéből származik, de egy másik verzió szerint a jeep és a knee (angol: térd) összetétele, utóbbi a hely szűkösségére utalva. Eredetileg a második világháború után hátrahagyott amerikai katonai dzsipekből alakították őket át és legfőbb jellegzetességük a harsány színviláguk és a zsúfoltságuk. Mindemellett a Fülöp-szigeteki kultúra egyik szimbólumává is váltak.
Bár eredetileg a Jeepney katonai dzsipből átalakított jármű, újabban gyárak létesültek, melyek Jeepney-gyártásra specializálódtak. Ezek a gyárak jelenleg nehézségekkel küszködnek, mivel a 10-12 fő szállítására alkalmas Jeepney annyit fogyaszt, mint egy 50 fő szállítására alkalmas busz, és jelentősen szennyezi a környezetet is. Az új Jeepney-k gyártása jelentősen drágult, a nyersanyagok árának emelkedése miatt is, illetve a gyártóknak versenyezniük kell a jóval olcsóbban előállított, használt autókból átalakított iránytaxikkal is.

### Jitney (USAésKanada)
A jitney olyan taxi és busz közötti jármű Észak-Amerikában, amely meghatározott útvonalon közlekedik, de el is térhet az útvonaltól.
Az USA egyes államaiban a szállítható utasok száma maximum 7 fő lehet. Rhode Islanden minden tömegközlekedési eszközként számon tartott busznak jitney rendszámtáblája van.
Az iránytaxik a kevésbé jómódú országokban elterjedt közlekedési eszköznek számítanak, de gazdagabb országokban is megjelentek. Az 1920-as években a kanadai Vancouverben a jitney-k komoly konkurenciát jelentettek a villamosmonopóliumnak. A sofőröket „Jitney Men”-nek nevezték. Az iránytaxik ugyanazon az útvonalon közlekedtek, mint a villamosok, de jóval olcsóbbak voltak, és annyira népszerűek, hogy végül a város önkormányzata betiltotta a tevékenységet a villamosvezetők nyomására.
Az 1973-1974-es olajválság után az Egyesült Államok területén újra megjelentek a jitney-k, leginkább olyan városi negyedekben ahol egykor magánbuszok és villamosok szállították az utasokat. A növekvő buszjegy-árak következtében a jitney-k egyre népszerűbbé váltak. A jitney kultúra elterjedését támogatják olyan liberális, szabadelvű közgazdászok, mint James Dunn (Rutgers University) vagy Peter Gordon (University of Southern California), akik szerint a jitney a tömegközlekedés egyik „piacbarát” alternatívája. Mindazonáltal a jitney-k állami fogadtatása nem igazán kedvező, mivel nincs egységes díjszabályozás, valamint az egyre népszerűbb iránytaxi jitney-k a balesetbiztosítás és utasbiztonság területein is hagynak még némi kívánnivalót maguk után.

### Marsrutka (Bulgária, voltSzovjetunió)

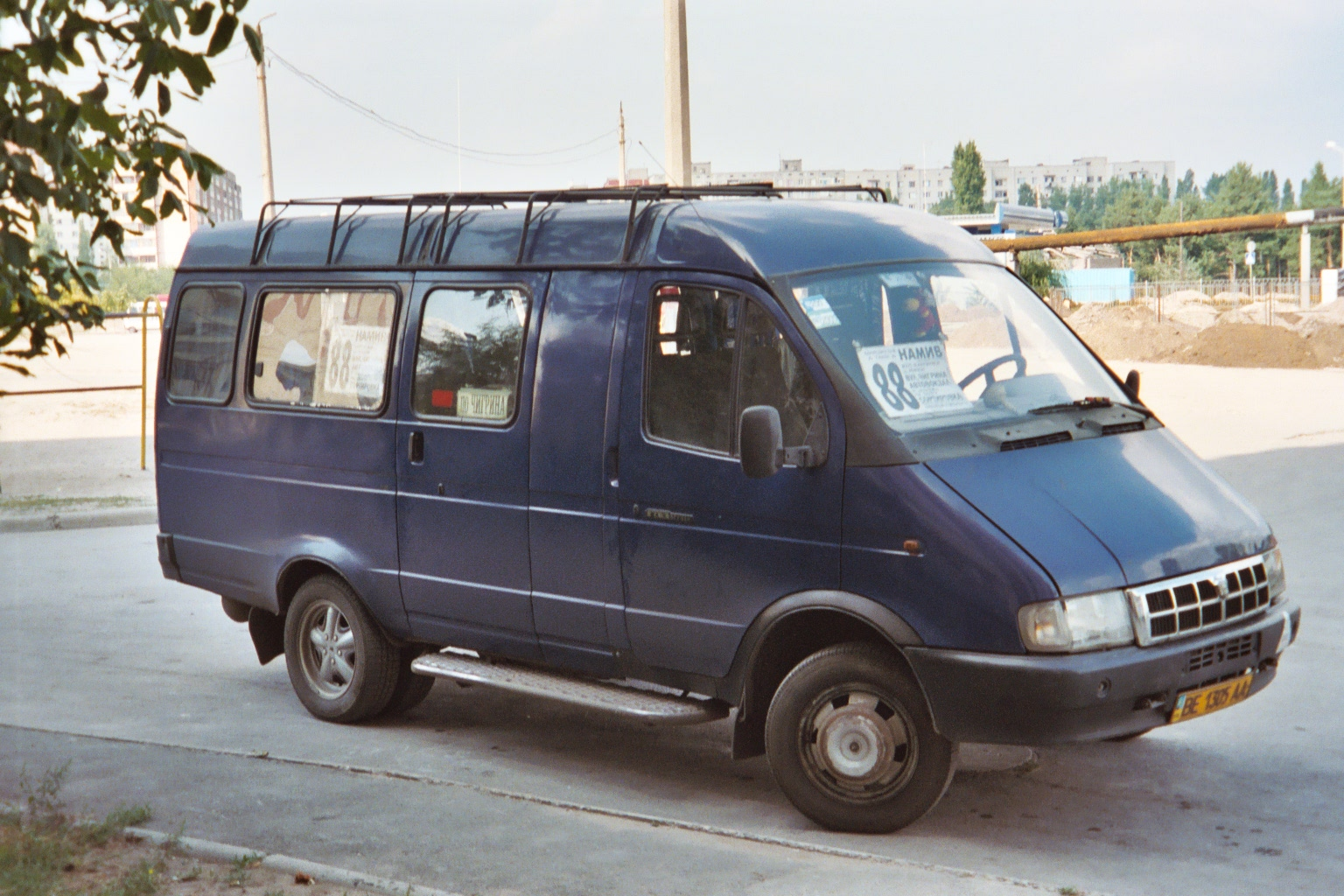
Az iránytaxiként Kelet-Európában népszerű GAZelle mikrobusz az ukrajnai Mikolajivben

A marsrutka (bolgárul, oroszul: маршрутка; rövidítés (bolgár: маршрутно такси, orosz: "маршрутное такси" (iránytaxi), (bolgárul és oroszul a többesszáma: маршрутки, marsrutki) az iránytaxi megfelelője Bulgáriában és a FÁK államaiban.
Az iránytaxik már a Szovjetunió idejében is működtek, bár ritkák voltak és menetrend nélkül közlekedtek kisebb és szezonális útvonalakon (például éjszakai órákban kisegítő szolgáltatásként).
1992 után a megnövekedett igényekkel párhuzamosan az iránytaxik egyre népszerűbbek lettek. Az első időkben mindenféle típusú buszokat és minibuszokat használtak iránytaxiként (Ikarus, LAZ, PAZ, RAF, KAvZ). A mai modern iránytaxi rendszer azután kezdett kiépülni, hogy elkezdődött az orosz kisbusz, a GAZelle gyártása, mely azonnali sikert hozott a gyártóknak, mivel a kisbusz olcsó volt és könnyű javítani.
Az iránytaxik vasútállomások, metróállomások, forgalmasabb villamos- és trolibusz-megállók környékén várnak az utasokra. A marsrutkák közlekednek a városokban és azokon kívül is, biztosítva a kisebb falvakból és elővárosokból a bejutást a nagyvárosba. Az iránytaxik közkedveltek, mivel gyorsabbak és kevésbé zsúfoltak, mint a hagyományos tömegközlekedési eszközök.

### Matatu (Kenya)

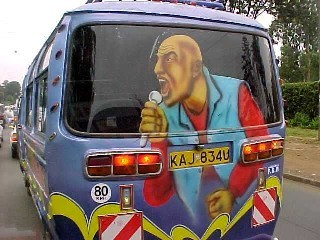
Matatu, Nairobi

A szó eredetére többféle magyarázat is létezik. Az egyik szerint a szuahéli tatu szóból ered, melynek jelentése három. Amikor a matatuk megjelentek az 1960-as években a viteldíj három cent volt. Az iránytaxit hívják még mathree-nek és mat-nek is.
2004. január 31-éig, amíg a kenyai kormány rendelettel nem szabályozta őket, a matatuk színesre festett, élénken dekorált járművek voltak, gyakran karikatúrákkal, művészi rajzokkal díszítve. Az ún. matatu-kultúrához gyakran társítottak antiszociális tevékenységeket, úgymint:
- rendőrök megvesztegetése
- fiatalkorú iskolás lányok elcsábítása, akiket vonz a matatu sofőrök macsó imázsa és életvitele
- kisstílű bűnözés: lopás, csalás (több pénzt követelnek az utasoktól, mint a viteldíj), zsebmetszés, testi sértés stb.

### Iránybusz (Hongkong)

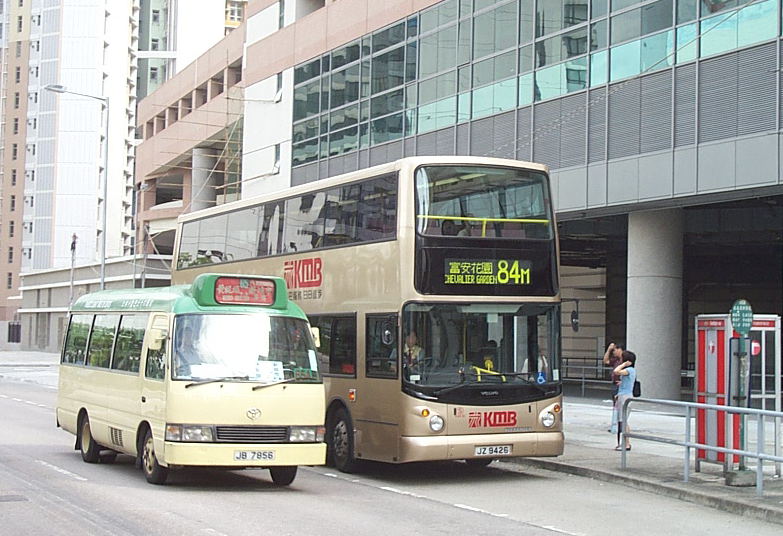
Egy iránybusz (balra) és egy emeletes busz (jobbra) Hongkongban

Az iránybuszok (kínaiul: 公共小型巴士), public light bus angolul; más elnevezései: minibusz, maxicab (kínaiul: 小巴), olyan területeken közlekednek Hong Kong városában, ahol a hagyományos buszok nem, vagy alig járnak. A minibuszok általában 16 utast képesek szállítani, csak ülni szabad. Az iránybuszok hatékony közlekedési eszközök, mivel kisebbek, kevesebb embert szállítanak, gyakrabban és több útvonalon járnak, bár valamivel drágábbak, mint a hagyományos buszok. Hongkongban kétféle iránybusz jár, az ún. zöld és piros iránybuszok (a színek a buszok elején lévő tábla színére vonatkozik, nem a jármű sasszéjának színére). A zöld iránybuszok meghatározott útvonalon, menetrend szerint közlekednek és egységes díjat számolnak fel, míg a piros iránytaxik menetrend nélkül közlekednek, nincs meghatározott útvonaluk és a viteldíj is változó.

### Sherut (Izrael)
A sherut jelentése héberül „szolgáltatás, szerviz”, az Izraelben iránytaxiként működő kisteherautók neve, melyek meghatározott útvonalon közlekednek, megszabott, megtett kilométertől függő viteldíjjal. A viteldíj gyakran ugyanannyi vagy kicsit kevesebb, mint a hagyományos buszoké. A sherut taxiknak nincs menetrendje, és általában csak akkor indulnak el a végállomásról, ha megteltek. Az izraeli iránytaxik a hagyományos busztársaságokkal ellentétben hétvégén és ünnepnapokon is közlekednek.

### Tap-Tap Taxi (Haiti)

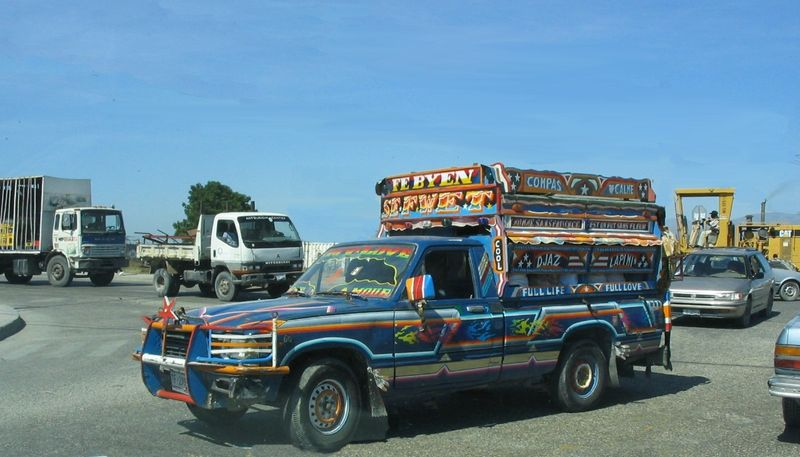
Tap-tap taxi, Port-au-Prince

A Tap-Tap (ejtsd: tep-tep) taxi a tömegközlekedés egyik formája Haiti szigetén. A városi Tap-Tap taxik kisméretű pick-up teherautók ülésekkel és naptetővel, melyek csúcsforgalomban is könnyen tudnak manőverezni. A hosszabb utakra nagyobb teherautókat és buszokat alkalmaznak. Ezeket az iránytaxikat kreatív tulajdonosaik színesre festik, különböző mintákkal. Meghatározott útvonalon közlekednek, csak akkor indulnak el, ha megteltek. Nevét onnan kapta, hogy az utasok a padok hátoldalát fedő fémlapot ütögetik meg (angolul: tap), ha le akarnak szállni. A viteldíj öt gourde.

## Fordítás
- Ez a szócikk részben vagy egészben  a   Share taxi című angol Wikipédia-szócikk fordításán alapul.  Az eredeti cikk szerkesztőit annak laptörténete sorolja fel. Ez a jelzés csupán a megfogalmazás eredetét és a szerzői jogokat jelzi, nem szolgál a cikkben szereplő információk forrásmegjelöléseként.